# Paul Volcker
Paul Adolph Volcker Jr. (5. září 1927 – 8. prosince 2019 New York) byl americký ekonom, který v letech 1979–1987 zastával funkci 12. předsedy Federálního rezervního systému. Během svého působení ve funkci předsedy se Volcker zasloužil o ukončení vysoké míry inflace, která byla ve Spojených státech pozorována v 70. a na počátku 80. let 20. století. Předtím působil v letech 1975–1979 jako prezident Federální rezervní banky v New Yorku.
Prezident Jimmy Carter jej nominoval na post předsedy Fedu po G. Williamu Millerovi a prezident Ronald Reagan jej jednou nominoval znovu. O třetí funkční období Volcker ve Fedu neusiloval a jeho nástupcem se stal Alan Greenspan. Po svém odchodu do důchodu předsedal v letech 2009 až 2011 Poradnímu výboru pro hospodářskou obnovu, zřízenému prezidentem Barackem Obamou.